# Pilea mimema
Pilea mimema är en nässelväxtart som beskrevs av Paul Carpenter Standley och Steyerm.. Pilea mimema ingår i släktet pileor, och familjen nässelväxter. Inga underarter finns listade i Catalogue of Life.